# Feistritz am Wechsel
Feistritz am Wechsel là một thị xã thuộc huyện Neunkirchen trong bang Niederösterreich.